# Salvador Puig Antich
Salvador Puig i Antich (30. května 1948 Barcelona – 2. března 1974 Barcelona) byl katalánský anarchista, aktivní člen MIL (Movimiento Ibérico de Liberación) v 60. letech 20. století a na počátku 70.

## Životopis
Salvador Puig i Antich byl odsouzen vojenským soudem a popraven za vraždu policisty Francisca Anguase Barragána. Poprava, která byla provedena 2. března 1974 v barcelonské věznici Modelo, byla poslední oficiální poprava uškrcením pomocí garoty na světě.
Puig je pohřben na hřbitově Montjuic.

## Zfilmování
V roce 2006, byl natočen film Salvador, režírovaný Manuelem Huergem, popisující život Salvadora Puiga i Anticha v MIL a končící jeho popravou.